# Evansville Crimson Giants
Evansville Crimson Giants fue un equipo de Fútbol Americano de la National Football League con sede en Evansville, Indiana y en las temporadas 1921 y 1922. Jugaron sus partidos de local en el Bosse Field. De acuerdo con el  Evansville Courier and Press en 1921, 'el equipo sorprendió a los aficionados locales al desarrollar un equipo ganador' y las victorias de los Giants sobre los equipos de ligas inferiores tuvo una buena reacción de los fanes. Sin embargo, el equipo no tuvo éxito, sobre todo debido a los errores de programación y los problemas de gestión. Los amantes del deporte de la zona de Evansville también fallaron en responder favorablemente y asistir a los partidos en casa.

## Temporadas
| Año  | V | D | E | Resultado | Entrenador   |
| ---- | - | - | - | --------- | ------------ |
| 1921 | 3 | 2 | 0 | 6.º       | Frank Fausch |
| 1922 | 0 | 3 | 0 | 15.º      | Frank Fausch |